# Alex White (homme politique)
Pour les articles homonymes, voir Alex White.
Alex White (né le 3 décembre 1958) est un avocat irlandais et un homme politique du Parti travailliste. Depuis janvier 2023, il est directeur général de l'Institut des affaires internationales et européennes, un groupe de réflexion basé à Dublin. White est ministre des Communications, de l'Énergie et des Ressources naturelles de 2014 à 2016, ministre d'État chargé des soins primaires de 2012 à 2014 et chef du parti travailliste au Seanad de 2007 à 2011. Il est Teachta Dála (TD) pour la circonscription de Dublin Sud de 2011 à 2016. Il est sénateur du Panel culturel et éducatif de 2007 à 2011,.

## Jeunesse
White grandit à Marino, Dublin. Il fait ses études au Chanel College de Coolock, puis au Trinity College de Dublin et à King's Inns. Il est admis au Barreau en 1987.
White est un militant étudiant au Trinity College, où il est président du syndicat des étudiants et également pendant un certain temps un partisan de divers groupements trotskystes, dont la Ligue pour une République ouvrière. Il est plus tard responsable national de l'Union des étudiants d'Irlande. Pendant qu'il est producteur à RTÉ, il est actif au sein du syndicat SIPTU. Comme Mary McAleese, il est attaqué et critiqué par un groupe dirigé par Eoghan Harris et associé au Parti des travailleurs, pour ce qu'ils percevaient comme leur parti pris envers les groupes républicains du Nord. White est un fervent opposant à l'article 31 de la loi sur la radiodiffusion, qui empêchait les membres du Sinn Féin d'être à l'antenne. White est depuis longtemps impliqué dans des campagnes visant à promouvoir l’égalité des droits des femmes. Il fait activement campagne pour le divorce en 1986 et 1995 et est directeur de campagne pour la campagne anti-amendement dans le nord de Dublin en 1983.

## Carrière politique
Il est élu pour la première fois au conseil du comté de South Dublin en 2004, pour la zone électorale locale de Terenure - Rathfarnham. Il n'est pas élu aux élections générales de 2007 dans la circonscription de Dublin Sud.
White est investi candidat aux élections générales de 2007 par la direction du Parti travailliste. Il avait voté pour une coalition avec le Fine Gael lors d'un congrès du parti travailliste (ligne de Pat Rabbitte, alors chef du parti). Son élection au Seanad est due à un pacte électoral avec le Sinn Féin.
Il est le candidat du Parti travailliste aux élections partielles de 2009 à Dublin Sud. Il arrive deuxième derrière l'ancien journaliste économique de RTÉ, George Lee. White est chef du groupe Seanad de son parti et porte-parole pour l'Enfance entre 2007 et février 2011, date à laquelle il est élu au Dáil. Il est ensuite nommé président du comité mixte de l'Oireachtas sur les finances, les dépenses publiques et la réforme.
White est le chef d'une délégation de l'Oireachtas qui rencontre les commissions du budget et des affaires européennes du Bundestag à Berlin fin janvier 2012.
White est officiellement nommé au poste de ministre d'État chargé des soins primaires par Eamon Gilmore le 27 septembre 2012, à la suite de la démission de Róisín Shortall.
À la suite de la démission d'Eamon Gilmore en tant que chef du parti travailliste, à la suite du mauvais résultat du parti travailliste aux élections locales et européennes de 2014, White annonce sa candidature à la direction du parti. Le 4 juillet 2014, Joan Burton est élue cheffe du Parti travailliste, battant White par 77 % contre 22 %.
Alex White joue un rôle clé en 2015 dans la campagne référendaire sur l'égalité du mariage.
Le 11 juillet 2014, il est nommé ministre des Communications, de l'Énergie et des Ressources naturelles.
White perd son siège aux élections générales de 2016. Il reste ministre des Communications, de l'Énergie et des Ressources naturelles pendant les négociations prolongées sur la formation du gouvernement.
En juin 2017, il est coopté pour combler un poste vacant au conseil du comté de Dún Laoghaire-Rathdown.
En janvier 2019, White est sélectionné comme candidat du Parti travailliste pour la circonscription de Dublin lors des élections au Parlement européen de 2019. Il obtient 18 293 voix de première préférence (5,0 %) mais n'est pas élu.
White retourne à temps plein au Barreau irlandais en 2016 et continue d'exercer en tant qu'avocat principal. Il a récemment été président de l'Employment Bar Association. Bien qu'il reste membre du Parti travailliste, il n'est plus politiquement actif depuis 2019. En janvier 2023, il est nommé directeur général de l'Institut des affaires internationales et européennes.